# Aganju
Aganju (také Agayú nebo Aganyú) je oriša. Je synkretizován ze svatým Kryštofem. Aganju je silně spojen se Shangem, je buď Shangův otec nebo bratr; oba orišové jsou považovani za příslušníky královské rodiny Oyo.